# ゼンジン未到とヴェルトラウム 〜銘銘編〜
『ゼンジン未到とヴェルトラウム 〜銘銘編〜』（ゼンジンみとうとヴェルトラウム 〜めいめいへん〜）は、日本のロックバンド・Mrs. GREEN APPLEが2024年7月に開催したスタジアムツアー、および2025年2月26日にユニバーサルミュージック内のレーベル・EMI Recordsより発売された8作目の映像作品。

## 概要
2024年3月3日、東京ガーデンシアターにて開催されたファンクラブツアー「Mrs. GREEN APPLE 2023-2024 FC TOUR "The White Lounge"」ファイナル公演にて、2024年7月にスタジアムツアーを開催することが発表された。
バンド初となるスタジアムツアーであり、4日間で約15万人を動員した。「ゼンジン未到」は、バンドのインディーズ時代からライブハウスなどで行ってきたライブシリーズで、これまでに6回開催されていた。本ツアーは、7月6日・7日にノエビアスタジアム神戸、20日・21日に横浜スタジアムにて開催された。
5月15日、キービジュアルと特設サイトが公開された。6月25日には、グッズのフルラインナップが発表された。
会場では、コラボフード・ドリンクの販売や、ファンクラブ会員限定くじの開催、FC会員限定限定うちわの配布、フォトスポットの設置が行われた。コラボフード・ドリンクは、会場ごとに異なるメニューが販売され、神戸公演では「青に似たすっパインかき氷」「青りんごSPLASH!!!」が、横浜公演では「ミカン・フェスティバル!」「白熊のように涼しげな南国クリームソーダ」が販売された。商品名は、FC会員からの公募により決定された。

## 日程
| 公演日 | 公演日  | 公演日 | 都市           | 会場                   |
| 年     | 月日    | 曜日   | 都市           | 会場                   |
| ------ | ------- | ------ | -------------- | ---------------------- |
| 2024年 | 7月6日  | 土曜   | 兵庫県神戸市   | ノエビアスタジアム神戸 |
| 2024年 | 7月7日  | 日曜   | 兵庫県神戸市   | ノエビアスタジアム神戸 |
| 2024年 | 7月20日 | 土曜   | 神奈川県横浜市 | 横浜スタジアム         |
| 2024年 | 7月21日 | 日曜   | 神奈川県横浜市 | 横浜スタジアム         |

## リリース

### 概要
2024年11月30日、7月21日の横浜スタジアム公演を収録した映像作品が、2025年2月26日にリリースされることが発表された。また同日、本作のティーザー映像が公式YouTubeチャンネルに公開された。
7月14日、本作より「アポロドロス」の公演映像が、公式YouTubeチャンネルにて公開された。7月25日には「コロンブス」の公演映像が公開された。7月31日には「ライラック」、8月6日には「点描の唄」、8月11日には「familie」、8月16日には「橙」、8月21日には「Dear」の公演映像が公開された。12月31日には「青と夏」の公演映像が公開された。2025年2月22日には「Loneliness」、2月25日には「lovin'」の公演映像が公開された。
2025年2月9日、本作の全曲トレーラーが公開された。また同日、本作のリリースを記念して、3月2日に上映イベントを開催。全国47都道府県の劇場にてライブビューイングが行われ、東京・丸の内ピカデリーでは、舞台挨拶も実施された。挨拶の模様は、ライブビューイングにて生中継された。舞台挨拶とライブビューイングは、全国298の映画館、416のスクリーンで上映され、約118,000人が観賞した。

### リリース
本作は、通常盤と初回限定BOXの全2形態でリリースされた。初回限定BOXには、LPサイズスクエアフォトブックのほか、様々なグッズが同梱される。また、全形態共通で、公演映像に加え、83分に及ぶライブドキュメンタリー映像、撮り下ろしインタビュー「Documentary -- Episode 7 "ゼンジン未到とヴェルトラウム ～銘銘編〜"」が収録される。
| 形態        | 規格           | 規格品番     | 備考 |
| ----------- | -------------- | ------------ | --- |
| 通常盤      | Blu-ray        | UPXH-20144   | - |
| 通常盤      | 2DVD           | UPBH-20330/1 | - |
| 初回限定BOX | 2Blu-ray+GOODS | UPXH-29071   | GOODS - LPサイズ スクエアフォトブック（44P） - フォトフレーム&フォトカードセット（10枚） - MIXトートバッグ - トラベルポーチセット - ガジェットケース & 2チャーム（ミニラバーLight Stick & Rocket） - クリアカード（SNS風 / 10種） - フレークステッカー（10種 / 30枚入り） |
| 初回限定BOX | 2DVD+GOODS     | UPBH-29102   | GOODS - LPサイズ スクエアフォトブック（44P） - フォトフレーム&フォトカードセット（10枚） - MIXトートバッグ - トラベルポーチセット - ガジェットケース & 2チャーム（ミニラバーLight Stick & Rocket） - クリアカード（SNS風 / 10種） - フレークステッカー（10種 / 30枚入り） |

また、本作は、チェーン別の購入特典も用意される。
| 対象店舗                 | 特典内容                         |
| ------------------------ | -------------------------------- |
| タワーレコード           | フォトカードケース               |
| HMV                      | ビニールポーチ                   |
| TSUTAYA                  | B3ポスター（25年カレンダー仕様） |
| Amazon                   | スマホポーチ                     |
| 楽天ブックス             | スマホショルダー                 |
| セブンネットショッピング | マフラータオル                   |
| UNIVERSAL MUSIC STORE    | ミニブランケット                 |
| 応援店                   | ステッカー                       |

### チャート成績と売上
本作は、オリコンにおける「週間DVDランキング」と「週間Blu-ray Discランキング」において、ともに初登場1位を獲得。音楽作品のDVDとBlu-rayを合計した「週間ミュージックDVD・BDランキング」においても、初登場1位となり、通算2作目の映像3部門同時1位となった。
また、DVDは7万枚、Blu-rayは7.6万枚の初動売上を記録し「週間DVDランキング」と「週間Blu-ray Discランキング」ともに自身最高初週売上を記録。また「週間ミュージックDVD・BDランキング」においても、初週売上14.6万枚を記録し、2024年リリースの『DOME LIVE 2023 "Atlantis"』（2.7万枚）を大幅に上回り、映像3部門いずれも自身最高初週売上を記録した。
また「週間ミュージックDVD・BDランキング」における初週売上14.6万枚は、今年度最高初週売上となった。なお、これまで「週間ミュージックDVD・BDランキング」において、自身最高売上であった『DOME LIVE 2023 "Atlantis"』の累積売上（10.9万枚）を、初週にして上回った。

## 収録内容
本編
1. Opening
2. CHEERS
3. VIP
4. ANTENNA
5. ロマンチシズム
6. ツキマシテハ
7. CONFLICT
8. 青と夏
9. ライラック
10. 橙
11. 点描の唄
12. Blizzard
13. インフェルノ
14. 私は最強
15. Loneliness
16. アポロドロス
17. L.P
18. ナハトムジーク
19. コロンブス
20. Magic
21. Dear
22. familie（アンコール）
23. lovin'（アンコール）
24. ダンスホール（アンコール）
25. 愛情と矛先（アンコール）
26. 我逢人（ダブルアンコール）
27. ケセラセラ（ダブルアンコール）

特典映像
1. Documentary -- Episode 7 "ゼンジン未到とヴェルトラウム ～銘銘編〜"

```
familie
は当時未リリースだったが、アンコール1曲目にて初披露となった。
```

## メンバー
Mrs. GREEN APPLE
- 大森元貴 - ボーカル・ギター
- 若井滉斗 - ギター・コーラス
- 藤澤涼架 - キーボード・コーラス

サポートメンバー
- 森夏彦 - ベース
- 神田リョウ - ドラム
- 兼松衆 - キーボード